# Johanna Klier
Johanna Klier (născută Schaller; n. 13 septembrie 1952, Artern, Republica Democrată Germană, Germania) este o atletă ce a reprezentat Republica Democrată Germană, medaliată olimpică. A participat la 2 ediții ale Jocurilor Olimpice (1976, 1980) în care a câștigat o medalie de aur și o medalie de argint în proba de 100 m garduri.

## Palmares
| An   | Competiție                   | Locație                      | Loc | Eveniment     | Note  |
| ---- | ---------------------------- | ---------------------------- | --- | ------------- | ----- |
| 1976 | Jocurile Olimpice            | Montréal, Canada             | 1   | 100 m garduri | 12,77 |
| 1977 | Cupa Europei                 | Helsinki, Finlanda           | 1   | 100 m garduri | 12,83 |
| 1977 | Cupa Mondială                | Düsseldorf, Germania de Vest | 2   | 100 m garduri | 12,86 |
| 1978 | Campionatul European în sală | Milano, Italia               | 1   | 60 m garduri  | 7,94  |
| 1978 | Campionatul European         | Praga, Cehoslovacia          | 1   | 100 m garduri | 12,62 |
| 1978 | Campionatul European         | Praga, Cehoslovacia          | 3   | 4x100 m       | 43,07 |
| 1980 | Jocurile Olimpice            | Moscova, Uniunea Sovietică   | 1   | 100 m garduri | 12,63 |